# 잉글랜드의 행정 구역

잉글랜드의 행정 구역

잉글랜드의 행정 구역은 여러 단계로 복잡하게 나뉘어 있다.

## 지역

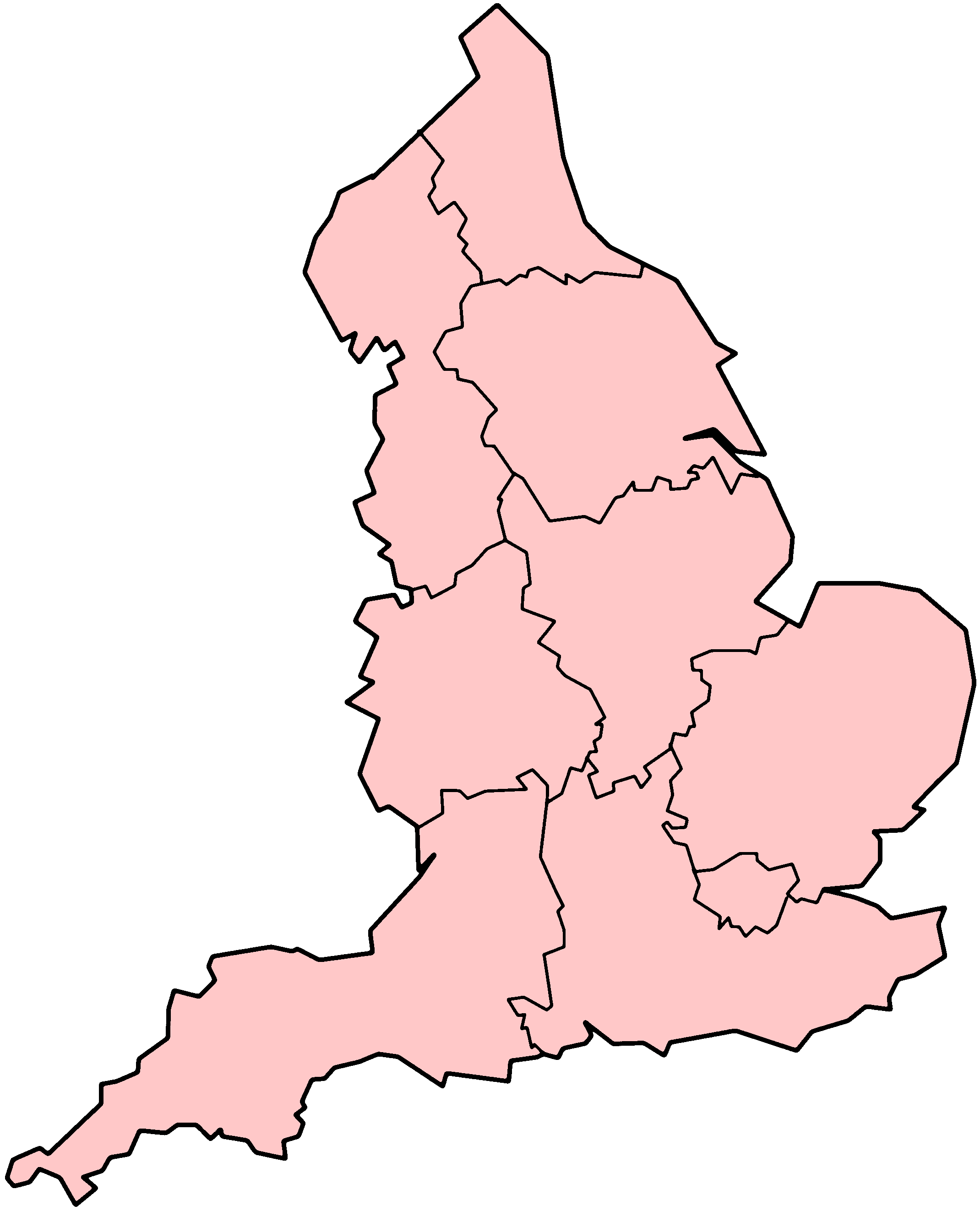
잉글랜드의 지역

잉글랜드는 각각 하나 이상의 주로 이루어진 9개의 지역(Region)으로 크게 나뉜다. 지역은 1994년에 처음 설정되었다.

## 주

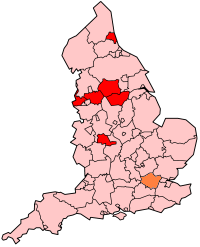
주(Shire counties)와 비도시 단일 자치주(Non-Metropolitan Unitary authorities) 분홍색, 도시주(Metropolitan county)는 빨간색이며, 그레이터런던은 오렌지색이다.

잉글랜드에는 세 종류의 주(County), 즉 도시주(Metropolitan county)와 비도시주(Non-metropolitan county), 전례주(Ceremonial County)가 있다. 그러나 단일 자치구(Unitary authority)라는 행정 구역이 존재하기 때문에 모든 주가 잉글랜드의 모든 지역을 관할하지 않는다.
행정 구역상 잉글랜드의 주(County)는 세 가지 분류로 나뉜다.

## 구

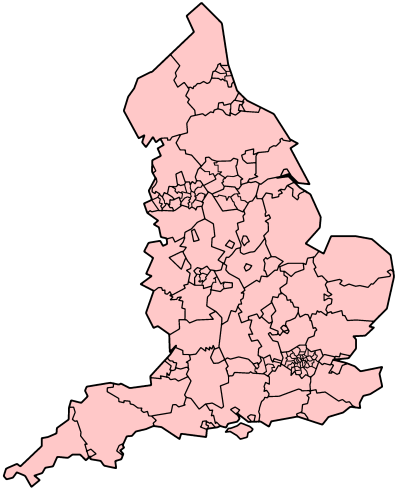
도시 자치구의 위치

잉글랜드의 구는 잉글랜드의 행정 구역에서 주 다음에 해당하는 행정 구역이다. 몇몇 구들은 자치구, 도시, 왕립구로 나뉘어 불린다. 잉글랜드에는 326개 구(36개 도시 자치구, 201개 비도시 자치구, 55개 단일 자치구, 32개 런던 자치구, 시티오브런던, 실리 제도)가 있다.

## 같이 보기
- 영국의 통합 당국